# (666823) 2010 VR11
(666823) 2010 VR11 è un oggetto della fascia di Kuiper, classificato come un possibile pianeta nano. Scoperto nel 2010, presenta un'orbita caratterizzata da un semiasse maggiore pari a 41,681491 UA e da un'eccentricità di 0,147591, inclinata di 30,866736° rispetto all'eclittica. Assumendo una albedo di 0,08 e con una magnitudine assoluta di 5,67, è stato stimato un diametro di circa 316 km.